# Тромбетас
Тромбе́тас (порт. Río Trombetas) — річка в північно-східній частині Південної Америки на північному сході Бразилії в штаті Пара; ліва притока Амазонки. Належить до водного басейну Атлантичного океану.

## Географія

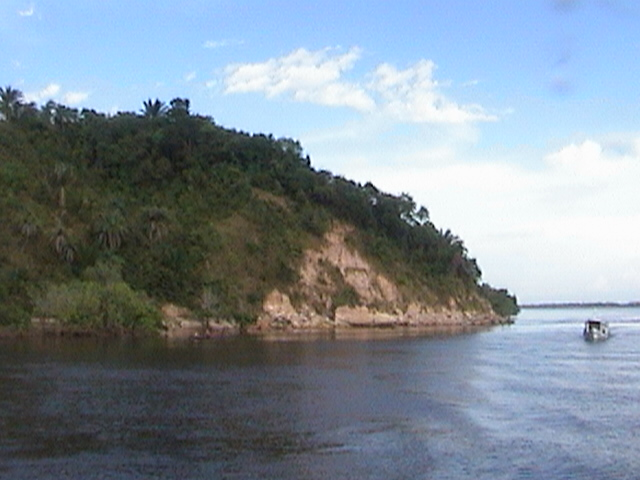
Річка Тромбетас поблизу міста Орішиміна

Утворюється злиттям річок Пуана, яка починає свій витік на території Гаяни, та Анаму, починає витік на кордоні Суринаму, Гаяни та Бразилії. Тече з північного заходу на південний схід. Має ряд великих приток. Впадає в річку Амазонка з лівого берега, за 10 км на північний захід від міста Обідуш. Довжина річки становить близько 760 км, а від витоку Анаму — приблизно 1060 км. Судноплавна на відрізку 135–217 км від гирла.
Живлення дощове. Період повені триває із жовтня до квітня-травня.

## Притоки
Річка Тромбетас на своєму шляху приймає воду великої кількості приток, найбільші із них (від витоку до гирла):
- Анаму (ліва складова, ~300 км)
- Пуана (права складова)
- Качорро (права притока)
- Мапуера (права, 340 км)
- Західна Пару (ліва, 710 км)[3]

## Населенні пункти
На берегах річки розташоване місто Орішиміна (66 820 осіб в 2013).